# Saturn-Award-Verleihung 1978
Die 5. Saturn-Award-Verleihung fand am 14. Januar 1978 statt. In diesem Jahr wurde erstmals die bis heute gebräuchliche Saturn-Statue verliehen.
Erfolgreichste Produktion mit dreizehn Auszeichnungen wurde Krieg der Sterne.

## Nominierungen und Gewinner

### Film
| Kategorie                         | Preisträger                           | Film                                                   | Nominierungen |
| --------------------------------- | ------------------------------------- | ------------------------------------------------------ | --- |
| Bester Science-Fiction-Film       |                                       | Krieg der Sterne                                       | Unheimliche Begegnung der dritten Art Des Teufels Saat Die Insel des Dr. Moreau Das Ultimatum |
| Bester Horrorfilm                 |                                       | Das Mädchen am Ende der Straße                         | Killerhunde (Dogs) Mörderspinnen Hexensabbat |
| Bester Fantasyfilm                |                                       | Oh Gott …                                              | Elliot, das Schmunzelmonster Sindbad und das Auge des Tigers Cinderellas silberner Schuh Die Welt in 10 Millionen Jahren                                                                                   |
| Bester Stop-Motion-Animationsfilm |                                       | Sindbad und das Auge des Tigers                        | keine weiteren Nominierungen |
| Beste Regie                       | Steven Spielberg George Lucas         | Unheimliche Begegnung der dritten Art Krieg der Sterne | Don Taylor für Die Insel des Dr. Moreau Nicolas Gessner für Das Mädchen am Ende der Straße Carl Reiner für Oh Gott …                                                                                       |
| Beste künstlerische Regie         | Norman Reynolds Leslie Dilley         | Krieg der Sterne                                       | keine weiteren Nominierungen |
| Bestes Drehbuch                   | George Lucas                          | Krieg der Sterne                                       | Steven Spielberg für Unheimliche Begegnung der dritten Art Laird Koenig für Das Mädchen am Ende der Straße Larry Gelbart für Oh Gott … Michael Winner & Jeffrey Konvitz für Hexensabbat                    |
| Bester Schnitt                    | Paul Hirsch Marcia Lucas Richard Chew | Krieg der Sterne                                       | keine weiteren Nominierungen |
| Bester Ton                        | Sam F. Shaw Ben Burtt Don MacDougall  | Krieg der Sterne                                       | keine weiteren Nominierungen |
| Beste Tonaufnahme                 | Caedmon Records                       |                                                        | keine weiteren Nominierungen |
| Beste Spezialeffekte              | John Dykstra John Stears              | Krieg der Sterne                                       | Ray Harryhausen für Sindbad und das Auge des Tigers Chuck Gaspar & Albert Whitlock für Exorzist II – Der Ketzer Douglas Trumbull für Unheimliche Begegnung der dritten Art                                 |
| Beste ausführende Arbeit          | Richard Albain                        |                                                        | keine weiteren Nominierungen |
| Beste Musik                       | John Williams                         | Krieg der Sterne Unheimliche Begegnung der dritten Art | keine weiteren Nominierungen |
| Beste Ausstattung                 | Roger Christian                       | Krieg der Sterne                                       | keine weiteren Nominierungen |
| Bestes Kostüm                     | John Mollo                            | Krieg der Sterne                                       | Julie Harris für Cinderellas silberner Schuh Cynthia Tingey für Sindbad und das Auge des Tigers Emily Sundby & Chuck Keehne für Elliot, das Schmunzelmonster Richard La Motte für Die Insel des Dr. Moreau |
| Bestes Make-Up                    | Rick Baker Stuart Freeborn            | Krieg der Sterne                                       | Carlo Rambaldi, Bob Westmoreland & Thomas R. Burman für Unheimliche Begegnung der dritten Art Thomas R. Burman für Des Teufels Saat John Chambers für Die Insel des Dr. Moreau Dick Smith für Hexensabbat  |
| Bester Hauptdarsteller            | George Burns                          | Oh Gott …                                              | Richard Dreyfuss für Unheimliche Begegnung der dritten Art William Shatner für Mörderspinnen Harrison Ford für Krieg der Sterne Mark Hamill für Krieg der Sterne Michael York für Die Insel des Dr. Moreau |
| Beste Hauptdarstellerin           | Jodie Foster                          | Das Mädchen am Ende der Straße                         | Melinda Dillon für Unheimliche Begegnung der dritten Art Julie Christie für Des Teufels Saat Joan Collins für In der Gewalt der Riesenameisen Carrie Fisher für Krieg der Sterne                           |
| Bester Nebendarsteller            | Alec Guinness                         | Krieg der Sterne                                       | Woody Strode für Mörderspinnen Peter Cushing für Krieg der Sterne Burgess Meredith für Hexensabbat Red Buttons für Elliot, das Schmunzelmonster                                                            |
| Beste Nebendarstellerin           | Susan Tyrrell                         | Andy Warhols Bad                                       | Margaret Whiting für Sindbad und das Auge des Tigers Teri Garr für Unheimliche Begegnung der dritten Art Alexis Smith für Das Mädchen am Ende der Straße Joan Bennett für Suspiria                         |

### Ehrenpreise
| Kategorie                                    | Preisträger        | Film                                  | Nominierungen                |
| -------------------------------------------- | ------------------ | ------------------------------------- | ---------------------------- |
| Bester TV-Darsteller                         | Jonathan Harris    |                                       | keine weiteren Nominierungen |
| Bester Publizist                             | Charles Lippincott |                                       | keine weiteren Nominierungen |
| Special Award für herausragende Kameraarbeit | Gilbert Taylor     | Krieg der Sterne                      |                              |
| Special Award                                | Donald A. Reed     |                                       |                              |
| Life Career Award                            | Carl Laemmle, Jr.  |                                       |                              |
| Hall Of Fame                                 | George Pal         | Kampf der Welten (zum 25. Geburtstag) |                              |